# Солёное (озеро, Новотроицкий сельский округ)
Солёное — озеро в Новотроицком сельском округе Карабалыкского района Костанайской области Казахстана. Находится к югу от посёлка Новотроицкий.
По данным топографической съёмки 1943 года, площадь поверхности озера составляет 1,13 км². Наибольшая длина озера — 1,5 км, наибольшая ширина — 1 км. Длина береговой линии составляет 4,3 км, развитие береговой линии — 1,14. Озеро расположено на высоте 228 м над уровнем моря (по другим данным — 224,9 метра).